# NORIYUKI MAKIHARA VIDEO CLIP COLLECTION 1990-2001
『NORIYUKI MAKIHARA VIDEO CLIP COLLECTION 1990-2001』（ノリユキ・マキハラ・ビデオ・クリップ・コレクション 1990-2001）は槇原敬之6作目の映像作品。2002年1月23日、ワーナーミュージック・ジャパンから発売。

## 概要
1997年6月25日発売、ワーナー時代第1期のミュージック・ビデオ集VHS『SMILING 〜THE VIDEO COLLECTION〜』収録全9曲に加え、シングル曲「まだ生きてるよ」、ワーナー第2期2曲・ボーナス映像2曲・シークレット映像1曲の合計6曲を追加収録した作品。

## 再発盤
2009年2月25日にワーナー時代の『SMILING 〜THE VIDEO COLLECTION〜』以外全てのVHS作品の初DVD化と一緒に、本作はロープライスで再発された。

## 収録曲
VIDEO CLIP COLLECTION 1990-2001
1. どんなときも。
2. もう恋なんてしない
3. 冬がはじまるよ
4. 北風 〜君にとどきますように〜
5. No.1
6. 彼女の恋人
7. SPY
8. COWBOY
9. どうしようもない僕に天使が降りてきた
10. まだ生きてるよ
11. 桃
12. Are You OK?

ボーナス映像
1. NG
2. ANSWER

シークレット映像
1. 僕の彼女はウェイトレス